# Open Archives Initiative Protocol for Metadata Harvesting
Open Archives Initiative Protocol for Metadata Harvesting(OAI-PMH)は、OAI(Open Archives Initiative)によって定められた通信プロトコルで、ハーベスタによりメタデータをまとめて機械的に収集するためのものである。
OAI-PMHは、HTTP上でXML形式のメッセージをやり取りする。
現在のバージョンは2002年更新の2.0となっている。

## 主な仕様

### 要求プロトコル
GetRecord
リポジトリから個別のメタデータレコードを取得する。
Identify
リポジトリの情報を取得する。
ListIdentifiers
リポジトリから、メタデータレコードのヘッダーのみのリストを取得する。
ListMetadataFormats
リポジトリから、入手可能なメタデータレコードのフォーマット一覧を取得する。
ListRecords
リポジトリからメタデータレコードリストを取得する。
ListSets
リポジトリのセット構成を取得する。

## ソフトウェア
OAI-PMHをサポートするソフトウェアには、サザンプトン大学(University of Southampton)から提供されているGNU EPrintsと、MITから提供されているDSpaceがある。

## アーカイブ
本プロトコルに対応した大きなアーカイブとして、arXivやCERNドキュメントサーバなどがある。

## ワークショップ
2001年から、毎年ジュネーヴでCERNのワークショップが開催されている。